# May It Please the Court
May It Please the Court (hangul: 변론을 시작하겠습니다; rr: Byeollon-eul Sijakagetseumnida; lit. Vamos Começar a Defesa; prt: Se Me Permite; bra: Com a Permissão do Tribunal) é uma série de televisão via streaming sul-coreana dirigida por Kang Min-goo e estrelada por Jung Ryeo-won, Lee Kyu-hyung, Jung Jin-young e Kim Hye-eun. Foi lançada nos serviços da Disney Streaming através em regiões selecionadas em 21 de setembro de 2022. Este drama é uma adaptação do livro "Let Me Start the Argument" de Jeong Hye-jin, uma advogada especializada em defensores públicos que defende os socialmente desfavorecidos, e contará com histórias vívidas de casos reais do livro.

## Sinopse
Noh Chak-Hee, uma advogada corporativa brilhante, mas implacável, é a "neta" adotiva do fundador do escritório de advocacia mais proeminente de Seul. Quando ela está prestes a ser promovida a sócia após defender com sucesso uma empresa farmacêutica por fabricar pílulas anticoncepcionais prejudiciais, a polícia a prende por manipular uma mulher que havia tomado as pílulas para tentar o suicídio. Ela é suspensa por sua empresa por um ano e é forçada a aceitar um emprego como membro da defensoria pública de Seul.
Como defensora pública, ela divide o escritório com Jwa Si-Baek, um graduado do Instituto de Pesquisa e Treinamento Judicial. Em vez de se tornar juiz, promotor ou advogado em um grande escritório de advocacia, ele escolheu trabalhar na profissão jurídica menos lucrativa e menos respeitada: a defensoria pública. Ele é entusiasmado com seu trabalho, mas também esconde uma parte misteriosa de sua vida pessoal que ninguém conhece. Noh Chak-Hee e Jwa Si-Baek não se dão muito bem, mas um caso de assassinato em série os une e, enquanto tentam resolver o caso, mais segredos se desenrolam e eles passam a confiar um no outro.

## Elenco
- Jung Ryeo-won como Noh Chak-hee, uma grande advogada com a maior taxa de vitórias em um grande escritório de advocacia, Jangsan, que se torna defensora pública.[5]
- Lee Kyu-hyung como Jwa Si-baek, um defensor público frequentemente referido como louco e excêntrico.[6]
- Jung Jin-young como Jang Ki-do, CEO da Jangsan Law Firm.[7]
- Kim Hye-eun como Oh Ha-ran, esposa de Jang Ki-do.[8]
- Lee Sang-hee como Yoo Gyeong-jin, um detetive da Unidade Metropolitana de Investigação de Crimes[9]
- Kim Sang-ho como Shin Chi-sik, dono da Mokgol Dumplings.[8]
- Park So-jin como Jang Yi-yeon, filha de Jang Ki-do.[8]
- Hong Seo-joon como Oh Dae-hyeon, um estrategista que ajuda e apoia as ambições de Jang Ki-do.[8]
- Ko Kyu-pil como Do Young-soo, um funcionário do escritório de um advogado público.[8]
- Park Jung-hak como Yoon Seok-goo, CEO da Ilshin Electric.[10]
- Ryu Seong-hyun como Cho Hyun-sik, CEO da Kang Sung Pharmaceutical.[11]
- Noh Sang-bo como Kang Sang-man, um promotor que costuma brigar com Noh Chak-hee no tribunal.[12]
- Jung Min-seong como Han Dal-jae, um personagem que está confuso por causa da perda de suas memórias passadas como funcionário da Mokgol Dumplings.[13]
- Min Seong-wook como Park Byeong-jae, um jornalista com histórico de ser processado há dois anos por espalhar informações falsas.[14]
- Kim So-yi como Choi Yun-jeong, que sofre de esquizofrenia.[15]

## Produção
Em dezembro de 2021, Jung Ryeo-won recebeu o papel do advogado Noh Chak-hee na série. Sua agência H& Entertainment informou que ela estava considerando isso positivamente. Esta série marca seu retorno após três anos, desde que ela apareceu pela última vez na série de televisão de 2019, Diary of a Prosecutor. A série dirigida por Kang Min-goo e escrita por Kim Dan, é produzida pela Arc Media e Slingshot Studio.
A fotografia principal começou em 22 de janeiro de 2022 e as filmagens foram encerradas em 15 de junho de 2022.